# Gabriel Carabajal
Horacio Gabriel Carabajal (Córdova, 9 de dezembro de 1991) é um futebolista argentino que atua como meio-campista. Atualmente joga no Sarmiento.

## Carreira

### Início
Carabajal iniciou sua carreira nas categorias de base do Central de Río Segundo e, depois por um tempo, jogou no Club Mitre de Pérez. Foi lá que o viram jogar e o ofereceram para tentar a sorte no futebol colombiano. Por isso, em 2009, deixou a Argentina para se juntar ao Patriotas Boyacá, onde estreou profissionalmente com apenas 17 anos. No total, ele atuou em 16 partidas e marcou um gol.

### Talleres
Ao voltar da Colômbia, Gabriel Carabajal decidiu largar o futebol e retomar os estudos do ensino médio. No entanto, em 2011, Victorio Ocaño (ex-jogador do Talleres de Córdoba) o convenceu a tentar uma vaga no clube. Finalmente ele conseguiu ficar e logo depois fez a pré-temporada com a equipe profissional. Estreou no dia 4 de setembro, contra o Sportivo Belgrano, clube ao qual marcou um gol que seria vital para Talleres na luta pela final undecagonal do Torneo Argentino A, onde havia retornado após quase dois meses lesionado, para entrar em campo e alguns minutos depois marcar um gol quando o jogo estava acabando.
A temporada 2013–14 do Carabajal não foi a melhor de todas, já que começou suspenso em três jogos por faltar aos treinos duas vezes seguidas, e estava mesmo prestes a deixar o futebol. Após meses de desconforto no clube porque seu salário não melhorou, no dia 21 de agosto, ele assinou um aumento no pagamento mantendo seu contrato até o ano de 2017.

### Universidad de San Martín
Em 2015, Gabriel Carabajal chegou por empréstimo com opção de compra à Universidade de San Martín de Porres, da Primeira Divisão Peruana. Disputou um total de 30 jogos e conseguiu marcar apenas um gol. O contrato de empréstimo durou uma temporada e ele voltou para o Talleres.

### Godoy Cruz
Em 2016, o Talleres emprestou Gabriel Carabajal para o Godoy Cruz.

### San Martín de San Juan
No dia 17 de julho de 2017, foi confirmada a chegada de Carabajal ao San Martín de San Juan, por empréstimo, a pedido do treinador Néstor Gorosito. Deve-se notar que isso gerou alguma repercussão, já que San Martín é o maior rival do Godoy Cruz.

### Patronato
No ano de 2018, foi oficializada a transferência de Gabriel Carabajal ao Patronato.

### Unión de Santa Fe
Em 5 de julho de 2019, a contratação de Gabriel Carabajal foi oficializada pelo Unión de Santa Fe, por um contrato de três anos. Sua estreia aconteceu no dia 26 de julho, entrando como titular em um empate fora de casa por 0–0 com o Racing, pelo Campeonato Argentino de 2019–20. Seu primeiro gol pelo clube aconteceu em 3 de novembro, marcando durante uma cobrança de pênalti em um empate fora de casa por 3–3 com o Banfield.[carece de fontes?]

### Argentinos Juniors
No dia 17 de fevereiro de 2021, Gabriel Carabajal foi anunciado pelo Argentinos Juniors, por um contrato de empréstimo até o final da temporada com opção de compra. Sua estreia aconteceu no dia 21 de fevereiro, entrando como substituto em uma derrota em casa por 1–0 para o Platense, pela Copa da Liga Profissional de Futebol de 2021. Seu primeiro gol pelo clube aconteceu em 14 de agosto, marcando durante uma cobrança de pênalti em uma vitória em casa por 2–0 sobre o Banfield.[carece de fontes?]
Para a temporada de 2022, após o contrato de empréstimo de Gabriel Carabajal se encerrar, o Argentinos Juniors compraram em definitivo o jogador do Unión de Santa Fe.

### Santos
Foi oficializado como reforço do Santos no dia 12 de agosto de 2022, assinando contrato válido até o ano de 2026. O jogador estreou no dia 21 de agosto, entrando como titular em uma vitória por 1–0 sobre o São Paulo, válida pelo Campeonato Brasileiro.

### Vasco da Gama
Em 20 de abril de 2023, Carabajal foi anunciado pelo Vasco da Gama, chegando no último dia de janela de transferências para o Campeonato Brasileiro. O jogador assinou por empréstimo até o fim da temporada e recebeu a camisa de número 20. Estreou pelo clube no dia 1 de maio, numa derrota por 1–0 contra o Bahia, em São Januário, em jogo válido pela 3ª rodada do Brasileirão.
No total em sua curta passagem pelo Vasco, atuou em seis jogos, nenhum como titular, e deu apenas uma assistência.

### Puebla
Pouco utilizado no elenco cruzmaltino, Vasco e Santos entraram em um acordo para encaminhar a saída do atleta para Puebla, do México.

## Estilo de jogo
Gabriel Carabajal é um meia ofensivo de origem, mas também pode atuar como segundo volante. As vezes, também pode atuar pela meia-esquerda ou um pouco mais avançado, como um ponta-esquerda.
Habilidoso, com potencial para construir jogadas. Ele costuma pegar a bola na faixa central do campo e logo acionar os atacante com passes rápidos e verticais. Possui a tendência de cair bastante pela esquerda durante os embates. Quando recebe com liberdade na intermediária, o jogador não costuma ter medo de arriscar. Por ser destro e aparecer com frequência na esquerda, ele carrega a bola um pouco mais para o meio e bate para o gol com o pé direito.

## Estatísticas
Atualizadas até 18 de agosto de 2023

### Clubes
| Equipe                 | Temporada         | Campeonato nacional | Campeonato nacional | Campeonato nacional | Copa nacional[a] | Copa nacional[a] | Copa nacional[a] | Competições continentais[b] | Competições continentais[b] | Competições continentais[b] | Outros torneios[c] | Outros torneios[c] | Outros torneios[c] | Total | Total | Total   |
| Equipe                 | Temporada         | Jogos               | Gols                | Assist.             | Jogos            | Gols             | Assist.          | Jogos                       | Gols                        | Assist.                     | Jogos              | Gols               | Assist.            | Jogos | Gols  | Assist. |
| ---------------------- | ----------------- | ------------------- | ------------------- | ------------------- | ---------------- | ---------------- | ---------------- | --------------------------- | --------------------------- | --------------------------- | ------------------ | ------------------ | ------------------ | ----- | ----- | ------- |
| Patriotas              | 2009              | 16                  | 1                   | 0                   | —                | —                | —                | —                           | —                           | —                           | —                  | —                  | —                  | 16    | 1     | 0       |
| Patriotas              | Total             | 16                  | 1                   | 0                   | 0                | 0                | 0                | 0                           | 0                           | 0                           | 0                  | 0                  | 0                  | 16    | 1     | 0       |
| Talleres               | 2011–12           | 25                  | 3                   | 0                   | 1                | 0                | 0                | —                           | —                           | —                           | —                  | —                  | —                  | 26    | 3     | 0       |
| Talleres               | 2012–13           | 22                  | 4                   | 0                   | 4                | 1                | 0                | —                           | —                           | —                           | —                  | —                  | —                  | 26    | 5     | 0       |
| Talleres               | 2013–14           | 27                  | 1                   | 0                   | 1                | 1                | 0                | —                           | —                           | —                           | —                  | —                  | —                  | 28    | 2     | 0       |
| Talleres               | 2014              | 14                  | 1                   | 0                   | —                | —                | —                | —                           | —                           | —                           | —                  | —                  | —                  | 14    | 1     | 0       |
| Talleres               | Total             | 88                  | 9                   | 0                   | 6                | 2                | 0                | 0                           | 0                           | 0                           | 0                  | 0                  | 0                  | 94    | 11    | 0       |
| Universidad San Martín | 2015              | 31                  | 1                   | 0                   | —                | —                | —                | —                           | —                           | —                           | —                  | —                  | —                  | 31    | 1     | 0       |
| Universidad San Martín | Total             | 31                  | 1                   | 0                   | 0                | 0                | 0                | 0                           | 0                           | 0                           | 0                  | 0                  | 0                  | 31    | 1     | 0       |
| Godoy Cruz             | 2016              | 8                   | 2                   | 0                   | 1                | 0                | 0                | —                           | —                           | —                           | —                  | —                  | —                  | 9     | 2     | 0       |
| Godoy Cruz             | 2016–17           | 7                   | 0                   | 0                   | 0                | 0                | 0                | 1                           | 0                           | 0                           | —                  | —                  | —                  | 8     | 0     | 0       |
| Godoy Cruz             | Total             | 15                  | 0                   | 0                   | 1                | 0                | 0                | 1                           | 0                           | 0                           | 0                  | 0                  | 0                  | 17    | 2     | 0       |
| San Martín             | 2017–18           | 21                  | 2                   | 5                   | 0                | 0                | 0                | —                           | —                           | —                           | —                  | —                  | —                  | 21    | 2     | 5       |
| San Martín             | Total             | 21                  | 2                   | 5                   | 0                | 0                | 0                | 0                           | 0                           | 0                           | 0                  | 0                  | 0                  | 21    | 2     | 5       |
| Patronato              | 2018–19           | 24                  | 6                   | 6                   | 2                | 0                | 0                | —                           | —                           | —                           | —                  | —                  | —                  | 26    | 6     | 6       |
| Patronato              | Total             | 24                  | 6                   | 6                   | 2                | 0                | 0                | 0                           | 0                           | 0                           | 0                  | 0                  | 0                  | 26    | 6     | 6       |
| Unión de Santa Fe      | 2019–20           | 16                  | 1                   | 1                   | 1                | 0                | 0                | 2                           | 1                           | 0                           | —                  | —                  | —                  | 19    | 2     | 1       |
| Unión de Santa Fe      | 2020              | 5                   | 1                   | 0                   | —                | —                | —                | 4                           | 0                           | 0                           | —                  | —                  | —                  | 9     | 1     | 0       |
| Unión de Santa Fe      | Total             | 21                  | 2                   | 1                   | 1                | 0                | 0                | 6                           | 1                           | 0                           | 0                  | 0                  | 0                  | 28    | 3     | 1       |
| Argentinos Juniors     | 2021              | 32                  | 4                   | 6                   | 3                | 1                | 0                | 6                           | 0                           | 0                           | —                  | —                  | —                  | 41    | 6     | 6       |
| Argentinos Juniors     | 2022              | 27                  | 3                   | 2                   | 2                | 0                | 0                | —                           | —                           | —                           | —                  | —                  | —                  | 29    | 3     | 2       |
| Argentinos Juniors     | Total             | 59                  | 7                   | 8                   | 5                | 1                | 0                | 6                           | 0                           | 0                           | 0                  | 0                  | 0                  | 70    | 9     | 8       |
| Santos                 | 2022              | 8                   | 1                   | 0                   | —                | —                | —                | —                           | —                           | —                           | —                  | —                  | —                  | 8     | 1     | 0       |
| Santos                 | 2022              | 0                   | 0                   | 0                   | 0                | 0                | 0                | 0                           | 0                           | 0                           | 3                  | 0                  | 0                  | 8     | 1     | 0       |
| Santos                 | Total             | 8                   | 1                   | 0                   | 0                | 0                | 0                | 0                           | 0                           | 0                           | 3                  | 0                  | 0                  | 11    | 1     | 0       |
| Vasco da Gama          | 2023              | 6                   | 0                   | 1                   | —                | —                | —                | —                           | —                           | —                           | —                  | —                  | —                  | 6     | 0     | 1       |
| Vasco da Gama          | Total             | 6                   | 0                   | 1                   | 0                | 0                | 0                | 0                           | 0                           | 0                           | 0                  | 0                  | 0                  | 6     | 0     | 1       |
| Total na carreira      | Total na carreira | 278                 | 28                  | 21                  | 26               | 4                | 0                | 13                          | 1                           | 0                           | 3                  | 0                  | 0                  | 320   | 33    | 21      |

- a. ^ Jogos da Copa Argentina e da Copa do Brasil
- b. ^ Jogos da Copa Libertadores da América e da Copa Sul-Americana
- c. ^ Jogos de outros torneios

## Títulos
Talleres
- Torneo Argentino A: 2012–13